# Джігме Дорджі Вангчук
Джігме Дорджі Вангчук (Дзонг-ке:, Вайлі:jigs med rdo rje dbang phyuk; 2 травня 1929 — 15 липня / 21 липня 1972) — третій король Бутану. Він вибрав шлях повільної модернізації і зробив кроки для виходу країни зі світової ізоляції.

## Біографія
27 жовтня 1952 року Джігме Дорджі Вангчук прийняв трон після свого батька, другого короля (Джігме Вангчука). Джігме Дорджі Вангчук проводив перетворення з подолання феодалізму, впровадив нові винаходи в сільському господарстві і ввів колісний транспорт, так як до цього бутанці носили вантажі й продукти на собі.
У 1959 році китайці зайняли Тибет, країну, з якою Бутан знаходився у багаторічних відносинах. Це змусило короля шукати більше контактів із зовнішнім світом, і в результаті Бутан зміг вступити в ООН в 1971 році. Далі король видав указ, за яким Національна Асамблея набула право зміщати короля чи спадкоємця престолу двома третинами голосів, що стало першим кроком у бік демократії.
У двадцять років Джігме Дорджі Вангчук пережив перший напад інфаркту і був змушений часто лікуватись за кордоном. Він помер 21 липня 1972 гоку в Найробі, а трон успадкував його син Джігме Сінг'є Вангчук.

## Вшановування короля бутанцями
Бутанці вважають, що третій король володів містичною силою. Пам'яті Джігме Дорджі Вангчука присвячений меморіальний чортен в Тхімпху, до якого сходяться прочани з усього Бутану, чортен вважається місцем здійснення бажань.